# Slavčo Georgievski
Slavčo Georgievski (in macedone Славчо Георгиевски?; Skopje, 30 marzo 1980) è un ex calciatore macedone, di ruolo centrocampista.

## Palmarès

### Club

#### Competizioni nazionali
- Campionato macedone: 2

Vardar: 2001-2002, 2002-2003
- Campionato azero: 2

Neftçi Baku: 2010-2011, 2011-2012